# ユーディ・メニューイン

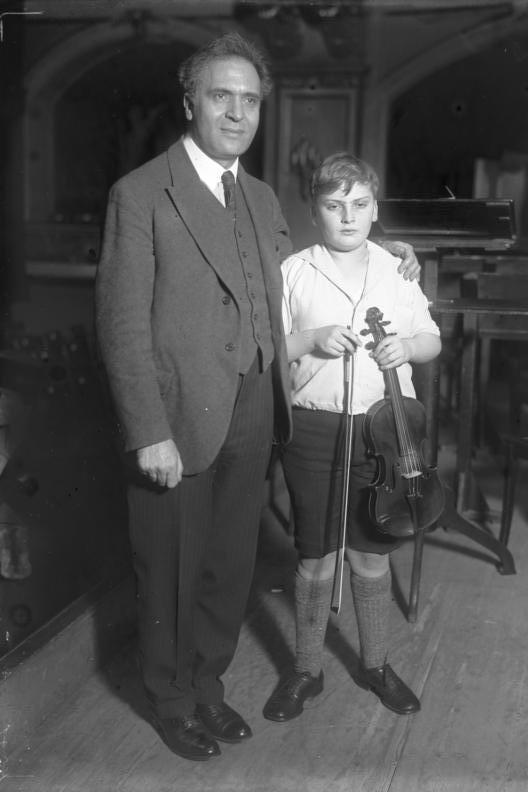
少年時代のメニューインと、指揮者ブルーノ・ワルター

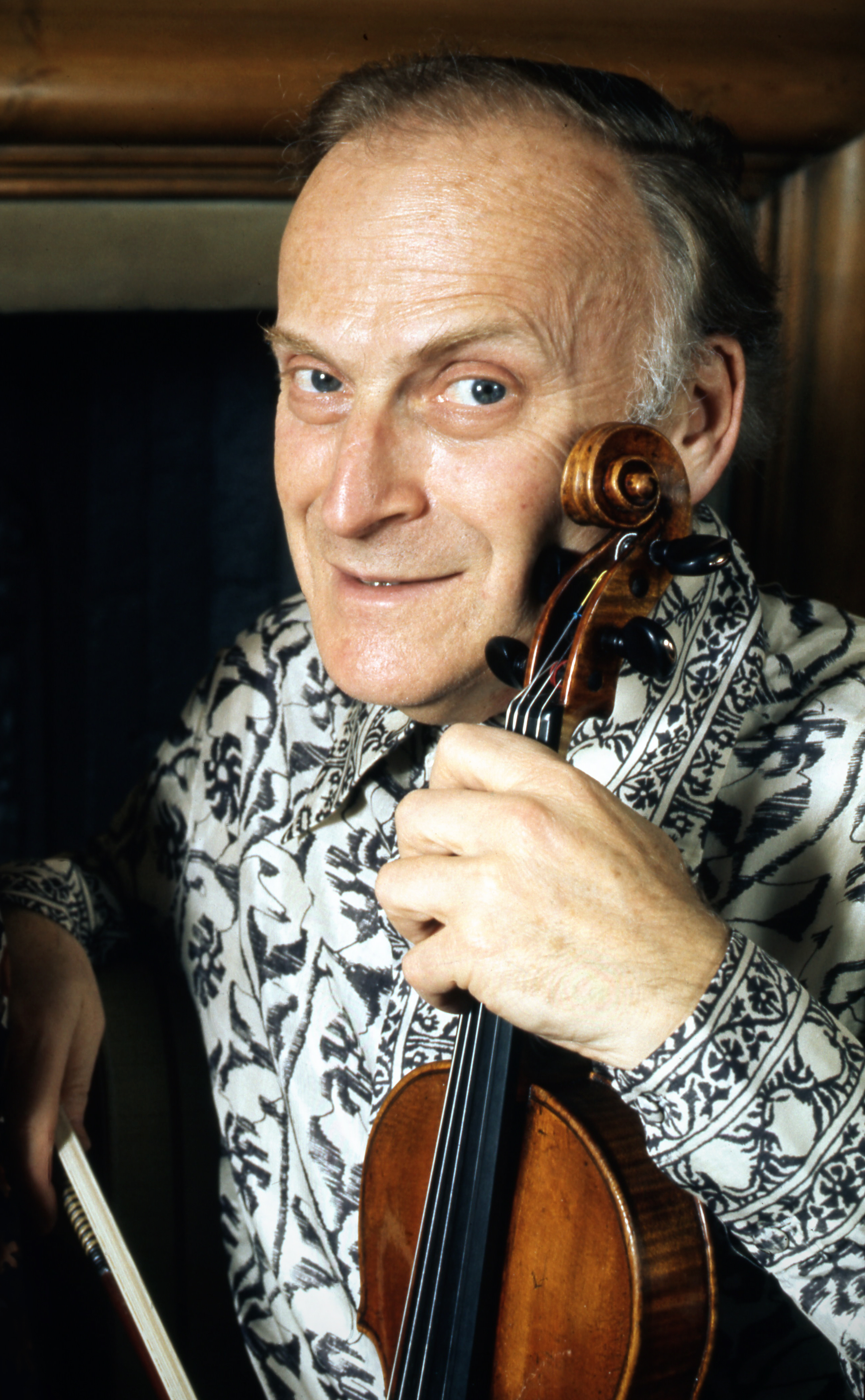
ユーディ・メニューイン（1976年）

メニューイン男爵ユーディ・メニューイン（Yehudi Menuhin, Baron Menuhin、1916年4月22日 - 1999年3月12日）は、アメリカ合衆国出身の音楽家、ヴァイオリン奏者、指揮者。ユダヤ系。アメリカ・ニューヨークに生まれ、後にイギリス国籍を取得し、ベルリンで没した。
幼い頃から演奏界の神童として活躍した20世紀で最も偉大なヴァイオリン奏者の一人。愛器は、1742年製のグァルネリ・デル・ジェス（愛称「ロード・ウィルトン」）。

## 名前
"Yehudi"は、ヘブライ語で「ユダヤ人」を意味する普通名詞の男性単数形であり、日本でメニューインのレコードが最初に発売された頃に日本ビクター蓄音器が「ユーディ」という呼び方を制定したことから、日本では一般的には「ユーディ」と読まれている一方、『ウェブスターの人名辞典』、『リーダース英和辞典』など著名な事典では「イェフディ」としている。また、姓はヘブライ語では「メヌーヒン」と発音するが、日本では「メニューヒン」と表記されることもある。同じロシア語苗字（Мнухин）を由来に持つ著名人に、スティーヴン・マヌーチンがいる。

## 生涯
1916年4月22日、ニューヨークでリトアニア系ユダヤ人の家庭に生まれる。父は反シオニズムの立場を取るベラルーシ出身のユダヤ人哲学者。4歳からヴァイオリン教育を受ける。7歳でサンフランシスコ交響楽団と共演して初舞台を踏む。ルイス・パーシンガー（ルッジェーロ・リッチの恩師）に学んだ後、パリでジョルジュ・エネスコの、ドイツでアドルフ・ブッシュの薫陶を受ける。妹ヘプシバはピアニストで、しばしば兄妹で共演し、室内楽の録音を行った。もう一人の妹ヤルタもピアニスト。
第二次世界大戦中は、他の多くのユダヤ系ヴァイオリニストと同じく、連合軍のために慰問活動に取り組んだ。1945年4月にはベンジャミン・ブリテンとともに、解放後のベルゲン・ベルゼン強制収容所において慰問演奏を開いている。
第二次大戦中、アメリカに亡命していたハンガリーの作曲家バルトーク・ベーラを深く尊敬し、貧困と病気に苦しむバルトークへの援助を兼ねたり、無伴奏ヴァイオリンソナタの作曲を依頼したりしている。バルトークはこれに応えて『無伴奏ヴァイオリンソナタ（Sz. 117, BB 124）』を作曲し、この作品をメニューインに献呈している。
1947年からドイツを再訪して、ヴィルヘルム・フルトヴェングラーと共演した。メニューインは、「ヒトラーのドイツは滅びたのです」と言って、ドイツとの和解を呼びかけたが、彼のこうした姿勢はユダヤ人社会の憤激を買った。このため、ユダヤ系音楽家が支配的なアメリカ楽壇から事実上追放され、移住したイギリスを拠点に活動するようになる。イスラエルに対しても、晩年まで批判的な姿勢が見られた（ヴィルヘルム・フルトヴェングラー、ロジェ・ガロディなどの項目を参照）。
戦後間も無い1951年に、アメリカの親善大使として日本を訪れる。この初来日の際、当初はアメリカ人として日本に悪感情を持ち、日本の新聞記者に向かって、「ジャーナリストなら、真珠湾攻撃を知っていただろう？」と詰問したこともあった。しかし、この来日中、日本に対する感情が大きく変化し、大の親日家となった。後年、武満徹が、アンドレイ・タルコフスキーの死を悼んで作曲した弦楽合奏曲『ノスタルジア』を絶賛し、自らこの曲を演奏した。また、皇室とも親交を持ち、皇后のピアノ伴奏でヴァイオリンを弾くなどしている。この来日中に出会った靴みがきの少年にヴァイオリンを贈ったという美談が『朝日新聞』に掲載されている。またこの創作童話が発行されている。『少年とバイオリン～音楽の神様からの贈り物～』（滝一平作、宇野亜喜良画、國分紘子解説、ヤマハミュージックメディア）
ソ連のユダヤ系演奏家と親しい関係を結び、ダヴィッド・オイストラフの初訪米を実現するために、国務省の友人に協力を依頼したり、ムスティスラフ・ロストロポーヴィチが、その反体制的な姿勢からソ連当局から嫌がらせを受け、出国を妨害された際には、自らソ連当局に圧力をかけるなど、共産主義体制下のソ連音楽家を支援している。
戦後にヴァイオリニストとして名声の頂点を極める一方、第二次大戦中の過労が原因で身体の故障にさいなまれ、しかも少年時代の集中的でない音楽教育の結果、芸術的にも困難を抱えるようになった。これらの難局を切り抜けるために坐禅やヨーガ、菜食主義を実践し、壮年期になるまでソリストとしての活動に取り組んだ。
メニューインは精神世界に興味をもち、ユダヤ系ドイツ人哲学者のコンスタンティン・ブルンナーの思想に深く傾倒したブルンナーがシオニズムに反対し、キリスト教に近い立場を貫いたことから、メニューインもヨーロッパ人の同化主義者の姿勢を選び、アイザック・スターンなどに比べて、イスラエルの利害に対する関心が著しく低かった。1952年にヨーガ行者アイアンガー（B.K.S. Iyengar）と親交を結び、アイアンガーがロンドンやスイス、パリなど、ヨーロッパ各地にヨーガセンターを設立するのを支援した。
後半生ではヴァイオリニストとしての活動よりも、指揮や音楽教育に献身した。1962年にサリーにユーディ・メニューイン音楽学校を開設、1984年にはポーランドにオーケストラ・シンフォニア・ヴァルソヴィアを設立し、自ら指導に当たった。またその頃に、カリフォルニア州ヌエヴァ・スクールにも新たな音楽カリキュラムを導入した。著名な門弟にナイジェル・ケネディやアテフ・ハリムがいる。
また、『ヴァイオリン協奏曲 ニ短調（MWV O 3）』や『ヴァイオリンソナタ ヘ長調（MWV Q 26）』などのフェリックス・メンデルスゾーンの未出版作品を発掘し、出版・演奏したことでも知られる。
晩年には、クラシック以外の分野とも交流し、1980年代にジャズ・ヴァイオリニストのステファン・グラッペリのジャズ・アルバム『二人でお茶を(Tea For Two)』の制作に参加、またシタール奏者ラヴィ・シャンカルと共演して室内楽曲を録音した。
1985年にイギリスに帰化。1999年、気管支炎の悪化によりベルリンで他界。82歳没。
メニューインの死後、イギリスの王立音楽アカデミーにメニューイン音楽文庫（the Yehudi Menuhin Archive）が開設された。
他方面の事柄に関心を示し、丸山ワクチンへの関心、晩年、ホロコーストに疑問を投げかけたフランスの左翼系哲学者ロジェ・ガロディを支持したことなど、物議をかもす言動も見られた（ホロコースト否認参照）。

## 栄誉・受賞
1965年にすでに英国王室より叙勲されていたが、1985年の国籍変更にともない正式にサーの勲位を授与され、さらに貴族の称号であるロードも授与された。爵位名は、ストーク・ダバノンのメニューイン男爵（Baron Menuhin of Stoke d'Abernon)。音楽家でロードの称号を授与されたのは、ほかにベンジャミン・ブリテンや、アンドリュー・ロイド・ウェバーなどがいる。
1979年ドイツ書籍協会平和賞、1981年アルバート・メダル、1984年エルンスト・フォン・ジーメンス音楽賞を受賞。1990年には長年の音楽活動に対して、グレン・グールド賞を授与された。1991年ウルフ賞芸術部門、1997年アストゥリアス皇太子賞を受賞。